# Financiamento climático na Nigéria

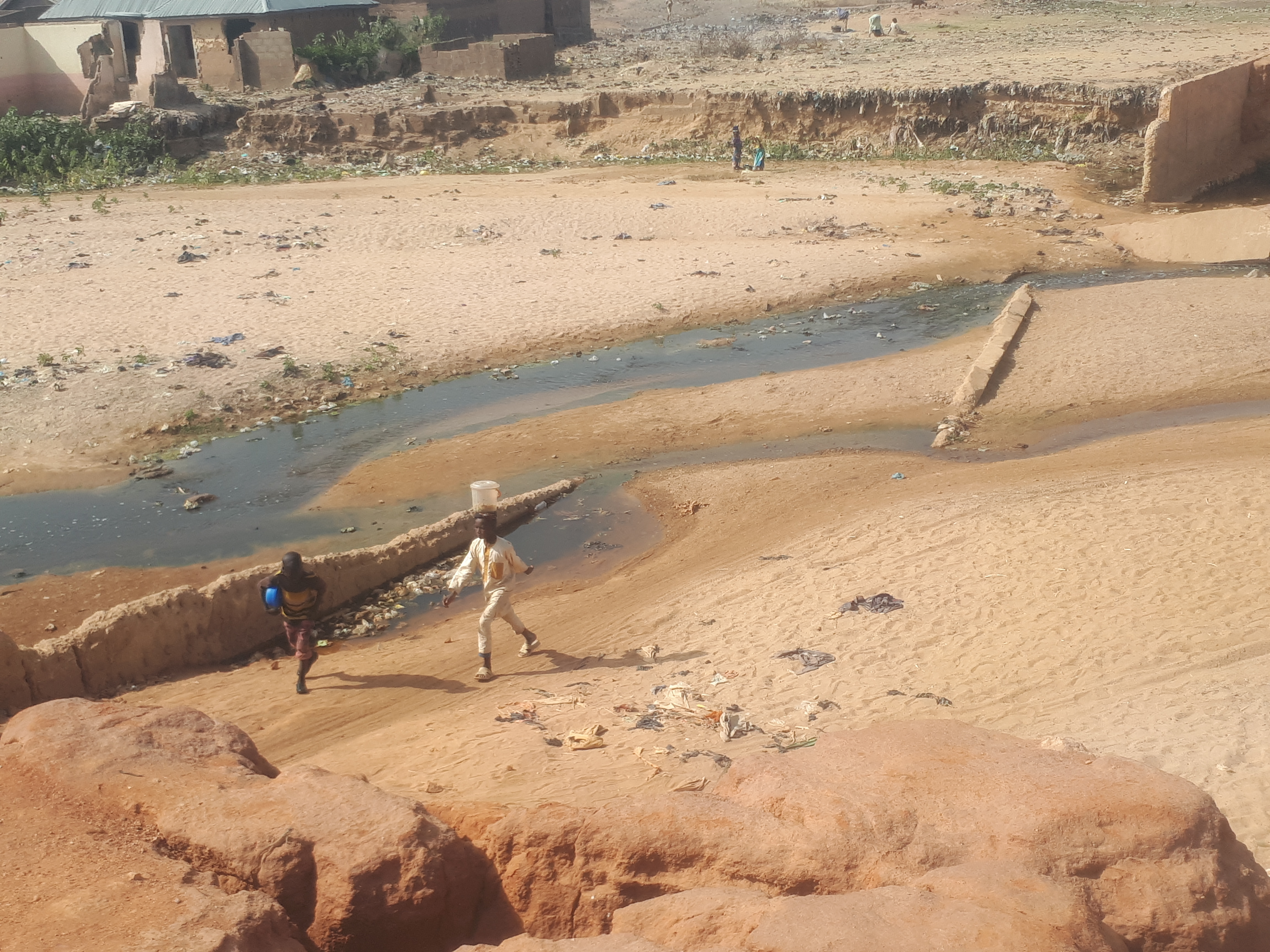
Degradação do solo na Nigéria

O financiamento climático na Nigéria inclui uma mistura de financiamento de origem nacional e internacional para a adaptação, mitigação e resiliência às alterações climáticas.
Como maior economia da África e um dos principais produtores de petróleo do continente, a Nigéria enfrenta desafios significativos relacionados às mudanças climáticas, incluindo inundações, desertificação e dependência de combustíveis fósseis, que impactam diretamente sua economia e a segurança alimentar.:54 O país busca alinhar suas políticas climáticas com as metas do Acordo de Paris, utilizando uma combinação de fundos públicos, privados e cooperação internacional para atingir as metas establecidas em sua Contribuição Nacionalmente Determinada (NDC).

## Contexto e vulnerabilidades

### Contexto agrícola e florestal

Mapa da classificação climática de Köppen-Geiger da Nigéria para o período 1980–2016

A Nigéria possui uma área total de 910.770 km², dos quais 77% são destinados a culturas agrícolas (incluindo terras aráveis, culturas permanentes e pastagens):1 e 22% são cobertos por florestas, conforme dados de 2020. Segundo o Banco Mundial, o setor agrícola é responsável por 34% da geração de empregos no país. Entretanto, a degradação do solo afeta cerca de 33% das terras agrícolas, exacerbada por mudanças climáticas.:VII
O setor de agricultura compõe ainda cerca de 23% do PIB do país, segundo dados do Banco Mundial para 2021. Mudanças nos padrões de chuva, aumento da frequência de inundações e desertificação no norte do país ameaçam a segurança alimentar e os meios de subsistência na Nigéria, que já enfrenta escassez de alimentos frente a sua demanda interna.:54 O aumento na importação de alimentos básicos, como o arroz, é um dos exemplos da dificuldade em suprir a demanda alimentar do país. Em 2019, foi constatado que a Nigéria consumiu 7 milhões de toneladas do cereal, mas produziu 3,7 milhões de toneladas.
Segundo o Relatório de Avaliação de Necessidades Pós-Desastre (PDNA) de 2012, as enchentes, que iniciaram em julho do mesmo ano, geraram danos estimados em US$ 16,9 bilhões, destacando a necessidade de investimentos em adaptação.:xx

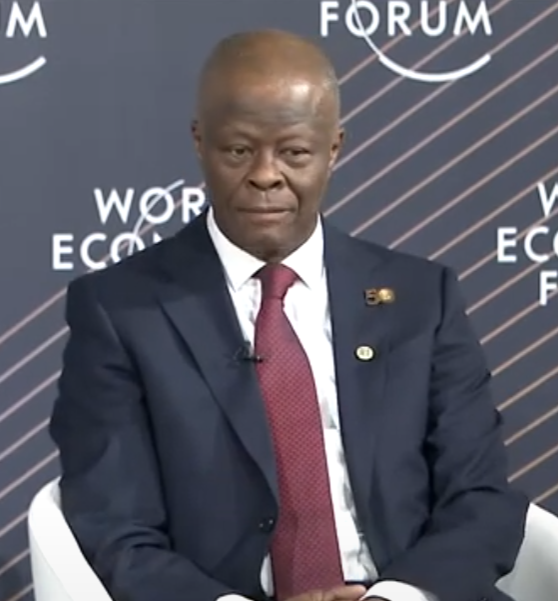
Wale Edun, Ministro das Finanças e Ministro Coordenador da Economia, na Reunião Especial do Fórum Econômico Mundial sobre Colaboração Global, Crescimento e Energia para o Desenvolvimento em 2024

### Transporte

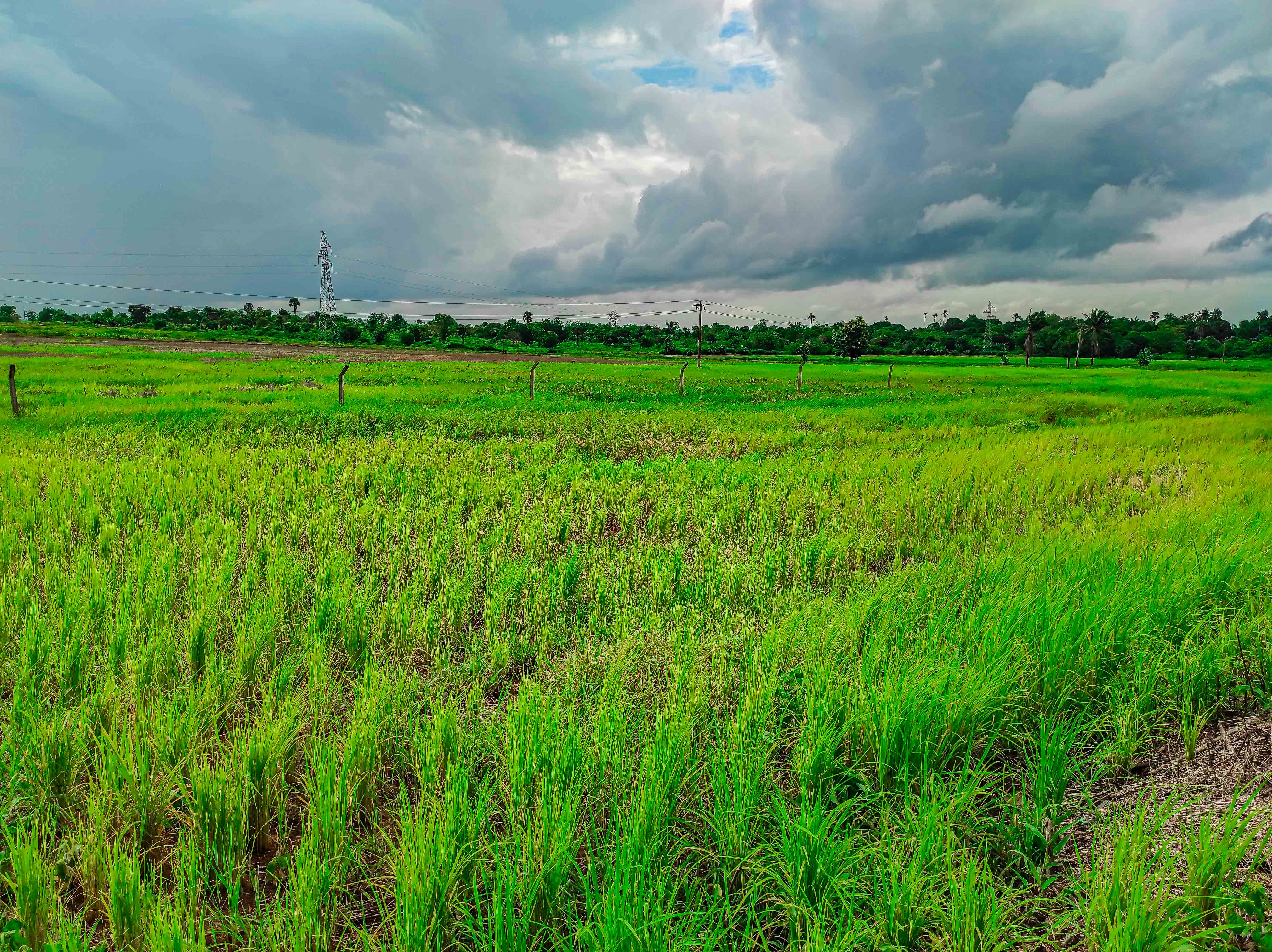
Plantação de arroz na Nigéria

### Contexto energético
Fontes de energia na Nigéria

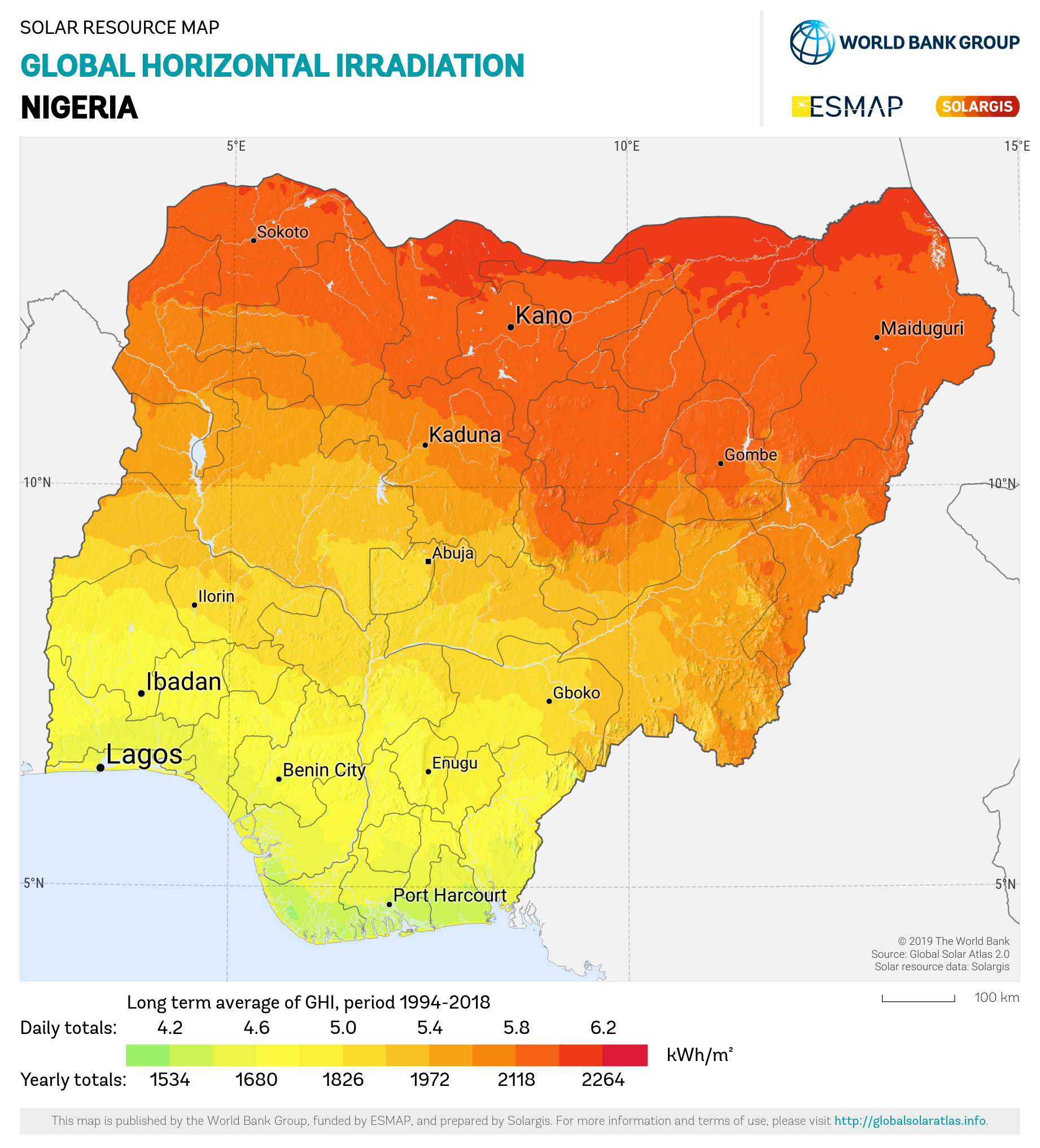
Mapa com um resumo do potencial energético solar na Nigéria

O setor energético da Nigéria é dominado por biocombustíveis e resíduos (43,4% do suprimento total de energia), principalmente lenha e carvão vegetal, utilizados por 65% dos domicílios para necessidades diárias, como cozimento. A eletricidade é amplamente gerada por gás natural (75%), enquanto fontes renováveis, como hidrelétrica (1,1%) e solar (0,3% em 2022), representam uma pequena fração da matriz energética. Apesar disso, Nigéria possui um potencial hidrelétrico de 14.120 MW, mas apenas 2.062 MW estão instalados, e o potencial solar é estimado em até 210 GW com apenas 1% do território.:27
A capacidade instalada de eletricidade é de 12,5 GW, mas apenas 3.500 a 5.000 MW estão disponíveis devido a perdas significativas na transmissão e distribuição (28-40%). Mesmo assim, a demanda elétrica da Nigéria é muito superior à capacidade máxima da rede, com cerca de 17.556 MWh/h em 2020, segundo dados oficiais.:38 Em 2023, a taxa de acesso à eletricidade era de 61,2%, com uma disparidade significativa entre áreas urbanas (89%) e rurais (menos de 33%); em um contexto onde as frequentes falhas na rede elétrica custam à economia cerca de US$ 29 bilhões por ano.

### Contexto econômico
A Nigéria é considerada a maior economia do continente africano, com um PIB de US$ 188,27 bilhões em 2023 e 233,3 milhões de habitantes, mas seu PIB per capita é o mais baixo entre as dez maiores economias africanas devido à grande população. O setor financeiro do país é o terceiro maior mercado bancário de nível 1 da África, com bancos como FBN Holdings, Access Bank e Zenith Bank liderando rankings regionais. A Bolsa de Valores da Nigéria (NGX) alcançou uma capitalização de mercado de aproximadamente US$ 47 bilhões em junho de 2025, com 148 empresas listadas, embora nenhuma seja exclusivamente dedicada a energias renováveis.
Apesar do potencial, o financiamento verde é limitado, pois os incentivos de investimento priorizam o setor de combustíveis fósseis, com a Nigéria sendo o maior produtor de petróleo bruto da África.:27 Em 2020, o país gastou US$ 71,3 bilhões em importações, superando as exportações em US$ 43,6 bilhões, na maioria devido à dependência de petróleo refinado importado, apesar da capacidade de refino doméstico.

## Marcos legais e institucionais
A Nigéria integrou as mudanças climáticas em suas políticas por meio de documentos como o "Plano de Transição Energética da Nigéria" (2021) e a "Política Nacional de Energia" (2022), que promovem metas de energia renovável e expansão do mercado de investimentos sustentáveis.
A Lei de Mudanças Climáticas de 2021 estabeleceu o Conselho Nacional de Mudanças Climáticas, responsável por coordenar políticas climáticas e gerenciar o Fundo Nacional de Mudanças Climáticas.
Para atrair investimentos, o governo oferece incentivos como feed-in tariffs, isenções fiscais, redução de impostos de importação e zonas econômicas especiais (SEZs) que permitem isenção total de impostos e repatriamento de lucros. Estrangeiros podem deter 100% de participação em projetos, sujeitos a registro na Comissão de Assuntos Corporativos (CAC) e aprovações da Comissão Regulatória de Eletricidade da Nigéria (NERC) e da Comissão Federal de Concorrência e Proteção ao Consumidor (FCCPC).:4 No entanto, corrupção, burocracia e atrasos na aprovação de acordos de compra de energia (PPAs) dificultam os investimentos em energias renováveis.
Desde 2019, a Bolsa de Valores da Nigéria exige relatórios ESG (ambientais, sociais e de governança) para empresas listadas, e a partir de 2027, relatórios de sustentabilidade alinhados aos padrões IFRS S2 serão obrigatórios. Os Princípios de Bancos Sustentáveis da Nigéria (NSBP) exigem que bancos integrem fatores ambientais e sociais em suas decisões e relatem impactos de forma transparente.

### Contribuições nacionalmente determinadas
A Nigéria é parte da Convenção-Quadro das Nações Unidas sobre Mudanças Climáticas (UNFCCC) desde 1994 e ratificou o Protocolo de Quioto em 2004. A primeira Contribuição Nacionalmente Determinada (NDC) do país foi entregue em 2015, com o compromisso de reduzir as emissões de poluentes climáticos de curta duração e hidrofluorocarbonetos em 47% até 2030, a um custo projetado de US$ 542 bilhões. Em 2021, a Nigéria publicou a atualização de sua NDC.
As NDCs incluem metas para aumentar a participação de energias renováveis para 30% até 2030 e alcançar o acesso universal à energia até 2060.:22 Já para alcançar a neutralidade de carbono até 2060, estima-se que sejam necessários US$ 410 bilhões em investimentos.